# МА (автомат)
Малогабаритный автомат (МА) — опытный автомат, сконструированный Е. Ф. Драгуновым в конце 1970-х годов. Отличается от большинства советского стрелкового оружия того времени широким использованием пластмасс при изготовлении основных частей. Компоновочные решения автомата МА были использованы в автоматах АМ-17 и АМБ-17.

## История
Автомат разрабатывался в рамках ОКР по изучению более широкого использования пластмасс при изготовлении основных узлов и деталей оружия. Несмотря на хорошие характеристики автомат не был принят на вооружение по той причине, что к моменту завершения разработки МА, министерством обороны уже было принято решение о принятии на вооружение автомата АКС74У. Хотя дальнейшая разработка МА не продолжилась, компоновочные решения автомата нашли применение в российских автоматах АМ-17 и АМБ-17.

## Конструкция
Автомат построен по переломной схеме, схожей со схемой ППС-43 и ряда других советских и иностранных образцов. Автоматика оружия работает по принципу отвода части пороховых газов с коротким ходом газового поршня, запирание ствола осуществляется поворотом затвора с тремя боевыми упорами. Затворная рама движется по направляющим внутри ствольной коробки, как бы подвешена в ней. Ударно-спусковой механизм курковый, с изменением направления действия момента боевой пружины, допускает ведение огня одиночными выстрелами и очередями.
Главной особенностью автомата является спусковая коробка (ложа), изготовленная из стеклонаполненного полиамида, что обеспечивало снижение трудоёмкости изготовления этой детали и меньшую, относительно АКС74У, массу оружия.
Приклад автомата складывается вперёд и вверх, на ствольную коробку, тем самым обеспечивая крайне компактные размеры оружия.